# Алессандрия (провинция)
Алесса́ндрия (итал. Provincia di Alessandria), Лисса́ндрия (пьем. Provincia ëd Lissandria) — провинция в Италии, в регионе Пьемонт.

## География
Три четверти территории провинции занято горами. На севере низменность Монферато характеризуется большим количеством холмов и долин, по которым протекают реки По и Танаро. В центре провинции находится плодородная равнина, пересеченная реками Танаро, Бормида и их притоками. На юго-западе Алессандрия заканчивается холмами Валь Бормида, Валь д’Эрро и Валь д’Орба, которые, продолжаясь, соединяются с Апеннинами. На горе Джароло установлена большая статуя Иисуса Христа.
На западе Алессандрия граничит с провинцией Асти, на севере с Верчелли, на востоке с регионом Ломбардия а на юге с Лигурией.

## История
По королевскому декрету 23 октября 1859 года был учрежден союз коммун Алессандрии, Тортоны и Касале, уже принадлежащих департаменту Алессандрии; и Асти, Акуи-Терме и Нови, отсоединенных от департамента Генуи. В 1935 году от Алессандрии отделилась провинция Асти.

## Экономика
Основные промышленные центры расположены вокруг городов Алессандрия, Тортона, Нови-Лигуре и Казале-Монферрато. Основные производственные секторы — металлообрабатывающая и ювелирная промышленность. В Алессандрии также развит туризм.

## Культура
В коммуне Варалло находится религиозный центр Сакро Монте ди Креа (итал. Sacro Monte di Crea), где сохранилась базилика, хранящая шедевры многих известных мастеров и несколько десятков капелл, предназначенных для христианских паломничеств. В каждой из этих капелл, посвященной отдельному эпизоду из Ветхого и Нового завета, фресковые росписи соединены в некое целое с раскрашенной скульптурой из дерева, стука и терракоты. Сакро Монте ди Креа входит в ансамбль Сакро Монте (Святые горы) в Пьемонте и Ломбардии, включенный в список всемирного наследия ЮНЕСКО.

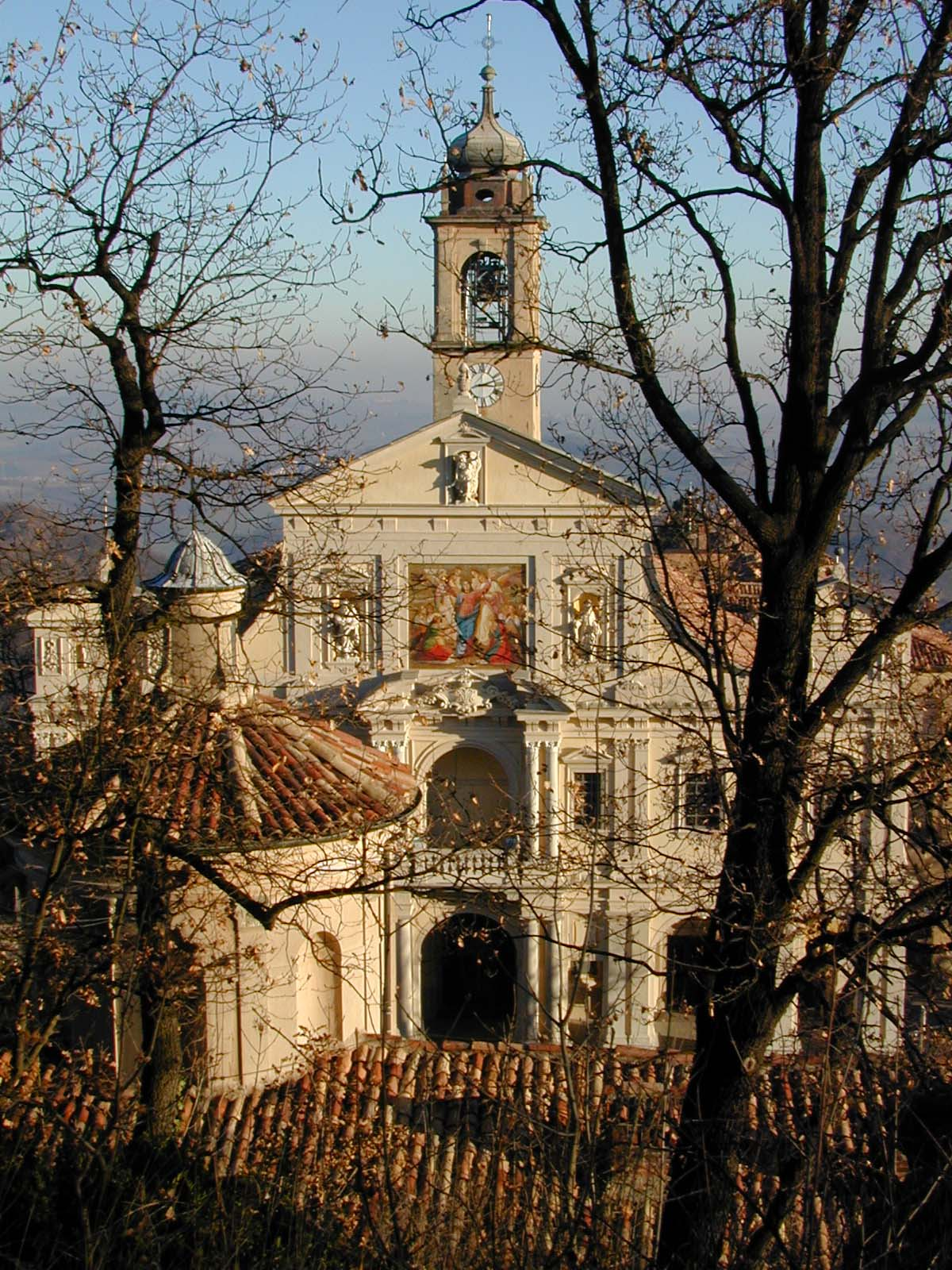
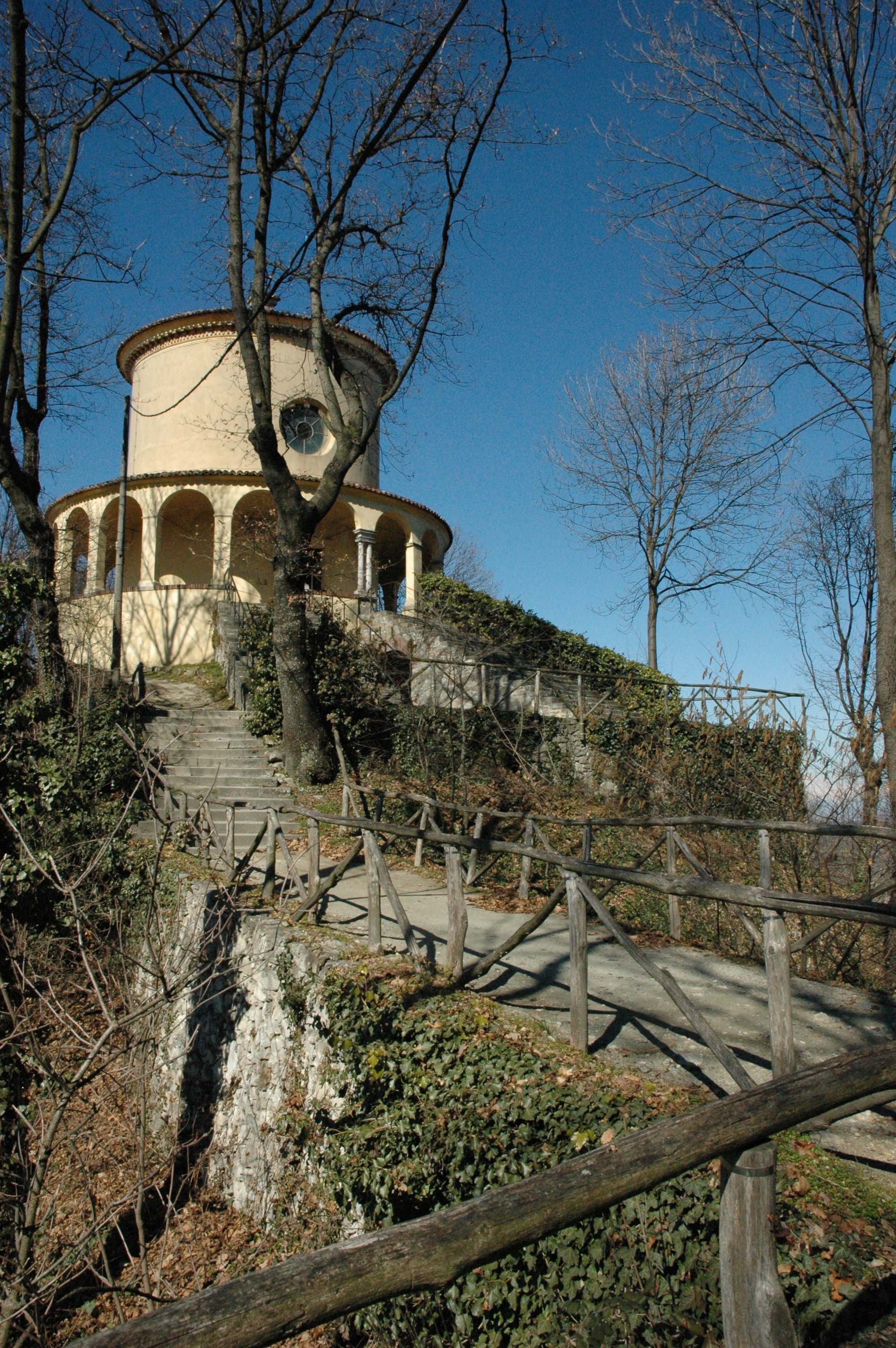
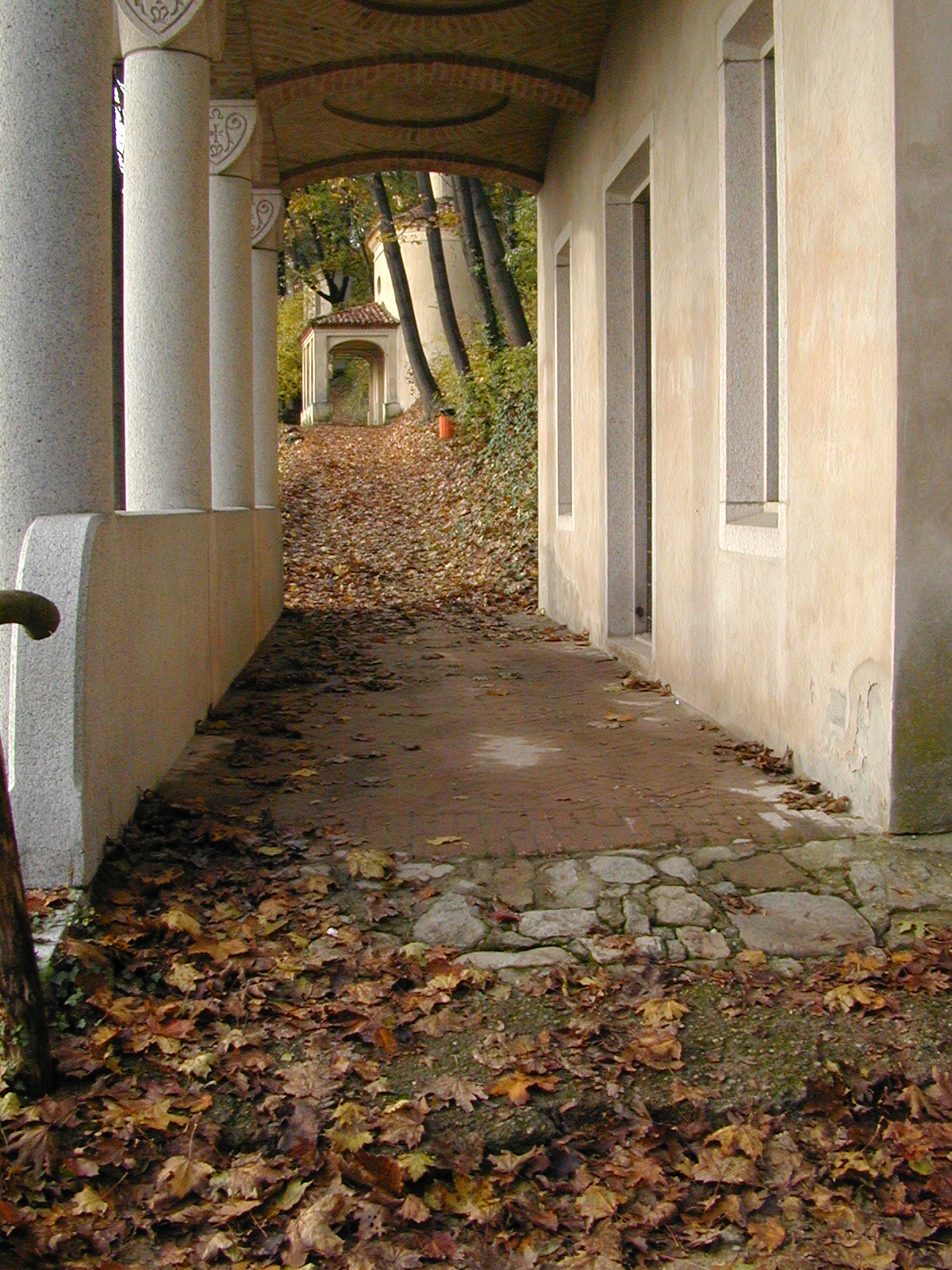
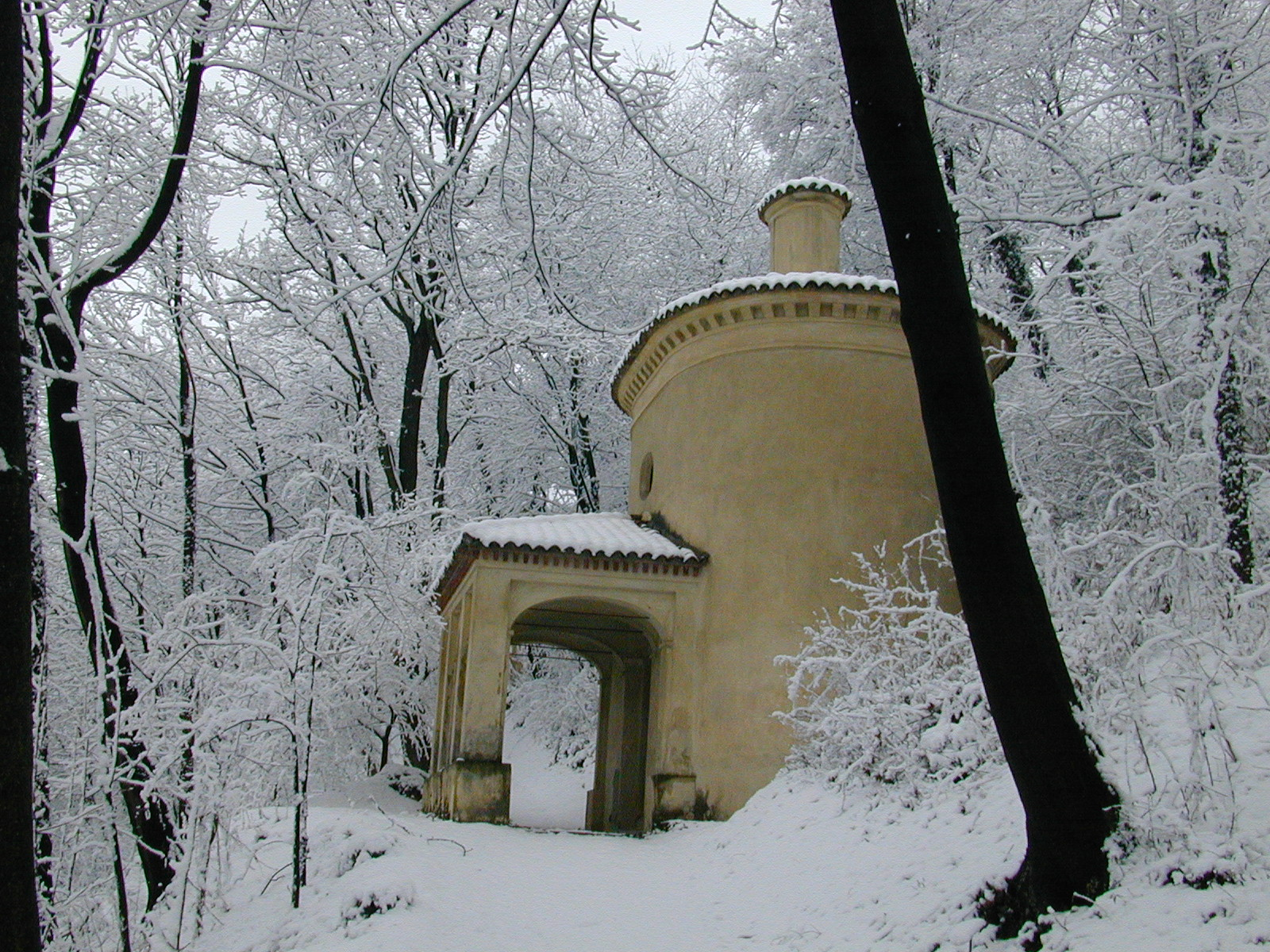

## Административное деление
Провинция Алессандрия состоит из 190 коммун:

### Коммуны
| | | | | |
| - Аволаска - Акви-Терме - Альбера-Лигуре - Алессандрия - Аличе-Бель-Колле - Аллувьони-Камбио - Альтавилла-Монферрато - Альфьяно-Натта - Альцано-Скривия - Аркуата-Скривия - Базалуццо - Бальцола - Бассиньяна - Бельфорте-Монферрато - Бергамаско - Берцано-ди-Тортона - Бистаньо - Бозио - Боргетто-ди-Борбера - Борго-Сан-Мартино - Боргоратто-Алессандрино - Боско-Маренго - Боццоле - Бриньяно-Фраската - Валенца - Вальмакка - Виньяле-Монферрато - Виньоле-Борбера - Вигуццоло - Вилладеати - Виллальверния - Вилламирольо - Вилланова-Монферрато - Виллароманьяно - Визоне - Вольпедо - Вольпельино - Вольтаджо | - Гаваццана - Гави - Габьяно - Гамалеро - Гарбанья - Гремьяско - Грондона - Гроньярдо - Гуаццора - Дениче - Дерниче - Джароле - Изола-Сант'Антонио - Кабелла-Лигуре - Каваторе - Казале-Монферрато - Казаледжо-Бойро - Казаль-Чермелли - Казальночето - Казаско - Каманья-Монферрато - Камино - Канталупо-Лигуре - Каприата-д'Орба - Карбонара-Скривия - Карентино - Кареццано - Карпенето - Каррега-Лигуре - Каррозио - Картозио - Кассано-Спинола - Кассине - Кассинелле - Кастеллания - Кастеллар-Гвидобоно - Кастеллаццо-Бормида - Кастеллетто-д'Орба | - Кастеллетто-д'Эрро - Кастеллетто-Мерли - Кастеллетто-Монферрато - Кастельнуово-Бормида - Кастельнуово-Скривия - Кастельспина - Кониоло - Концано - Коста-Весковато - Кремолино - Куарньенто - Куаттордио - Куккаро-Монферрато - Лерма - Лу - Мазио - Мальвичино - Мелаццо - Мерана - Мирабелло-Монферрато - Моларе - Молино-дей-Торти - Момбелло-Монферрато - Момпероне - Монджардино-Лигуре - Монлеале - Монтакуто - Монтальдео - Монтальдо-Бормида - Монтекастелло - Монтекьяро-д'Акви - Монтеджоко - Монтемарцино - Мончестино - Морано-суль-По - Морбелло - Морнезе - Морсаско | - Муризенго - Нови-Лигуре - Овада - Овильо - Одаленго-Гранде - Одаленго-Пикколо - Оливола - Орсара-Бормида - Оттильо - Оццано-Монферрато - Оччимьяно - Падерна - Парето - Пароди-Лигуре - Пастурана - Печетто-ди-Валенца - Пьетра-Марацци - Пьовера - Помаро-Монферрато - Понтекуроне - Понтестура - Понти - Понцано-Монферрато - Понцоне - Поццоль-Гроппо - Поццоло-Формигаро - Праско - Предоза - Ривальта-Бормида - Ривароне - Рикальдоне - Розиньяно-Монферрато - Рокка-Гримальда - Роккафорте-Лигуре - Роккетта-Лигуре - Сала-Монферрато - Сале - Сан-Кристофоро | - Сан-Джорджо-Монферрато - Сан-Сальваторе-Монферрато - Сан-Себастиано-Куроне - Сант'Агата-Фоссили - Сардильяно - Сареццано - Серравалле-Скривия - Серралунга-ди-Креа - Сеццадио - Сильвано-д'Орба - Солеро - Солонгелло - Спинето-Скривия - Спиньо-Монферрато - Стаццано - Стреви - Тальоло-Монферрато - Тассароло - Терруджа - Терцо - Тичинето - Тортона - Тревилле - Тризоббио - Фаббрика-Куроне - Фелиццано - Фракональто - Франкавилла-Бизио - Фраскаро - Фрассинелло-Монферрато - Фрассинето-По - Фрезонара - Фругароло - Фубине - Челла-Монте - Черезето - Черрето-Груэ - Черрина-Монферрато |